# Mixe-Zoque (jezična porodica)
Mixe-Zoquean, porodica indijanskih jezika iz Oaxace i Veracruza u Meksiku koja obuhvaća jezike Indijanaca Mixe, Zoque i grupa poznatih kao Popoluca:  Sierra Popoluca, Texixtepec, Sayula Popoluca i Oluta Popoluca. 
Obuhvaća (17) jezika.
Jedan od jezika porodice je i tabaskanski zoque.

## Vanjske poveznice
- Ethnologue (14th)
- Ethnologue (15th)
- Mixe-Zoquean family  Arhivirana inačica izvorne stranice od 2. svibnja 2006. (Wayback Machine)
- Grupo Mixe-Zoque